# Thomagata Patera
La Thomagata Patera è una struttura geologica della superficie di Io.